# الجيير (إب)

تعديل مصدري - تعديل

الجيير هي إحدى قرى عزلة بلادشار بمديرية إب التابعة لمحافظة إب، بلغ تعداد سكانها 299 نسمة حسب تعداد اليمن لعام 2004.